# クライストチャーチ大聖堂 (クライストチャーチ)

クライストチャーチ大聖堂

クライストチャーチ大聖堂（クライストチャーチだいせいどう、英：Christchurch Cathedral ）はニュージーランド、クライストチャーチ市中心部に所在する聖公会（アングリカン・チャーチ）の大聖堂。アングリカン・コミュニオンに属するアオテアロア・ニュージーランド・ポリネシア聖公会クライストチャーチ教区の主教座聖堂である。

## 歴史

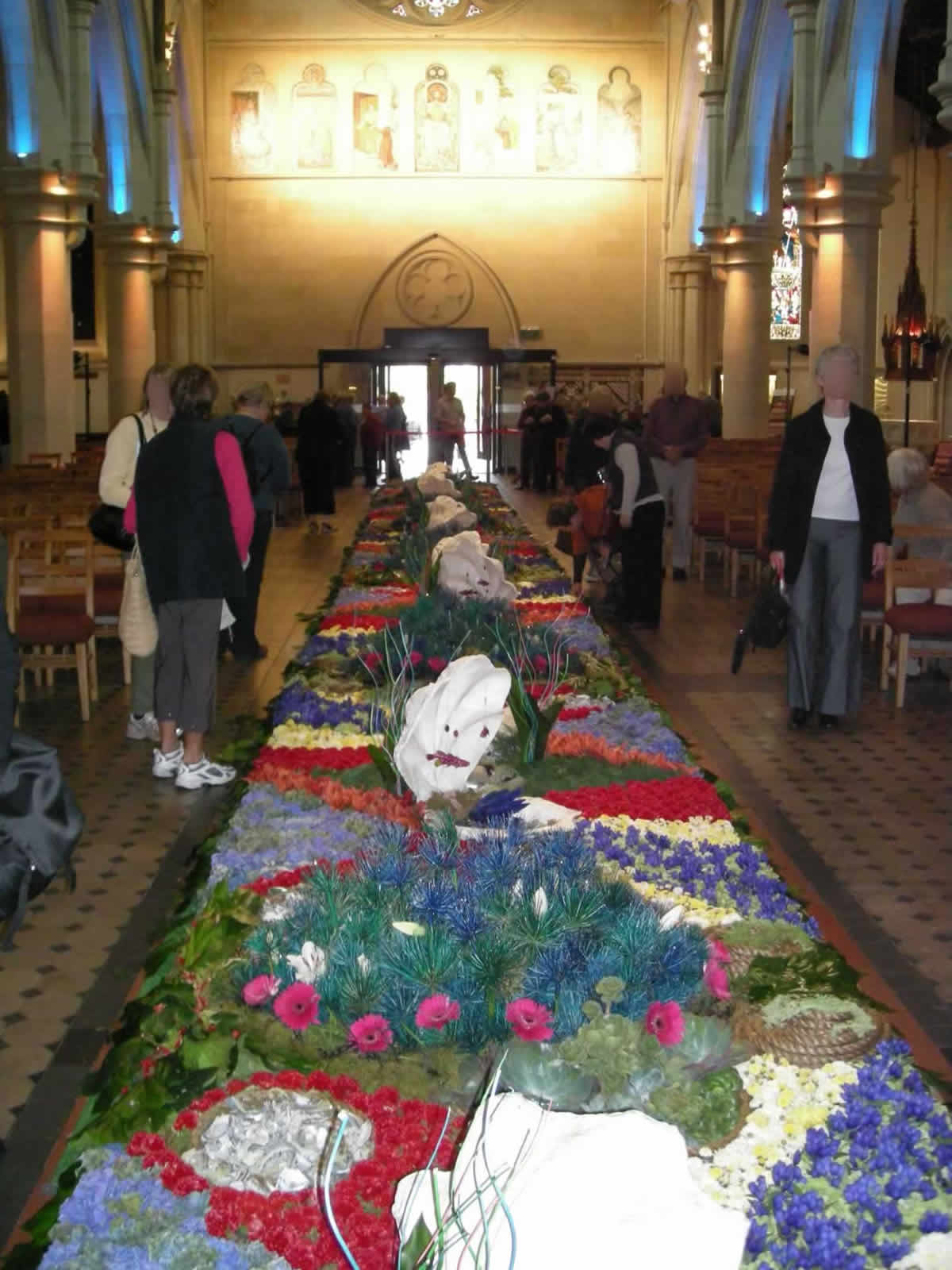
大聖堂内の花の絨毯（フラワーフェスティバル）

英国からの移民たちにより1864年に教会建設が開始。当初は木造建築の教会であったが、地元近郊で教会建築に適した石材が見つかり石造建築に変更された。教会建設には船大工が参加したため、天井付近は船底と同じ木組みが施されている。イギリス人建築家のジョージ・ギルバート・スコットの原図を元に、おなじくイギリス出身の建築家ベンジャミン・マウントフォートが設計したゴシック・リヴァイヴァル様式の建築案を採用。金銭的な理由から着工から完成までに約40年の歳月を費やし1904年に完成した。
着工から完成までの間に3度、大きな地震に見舞われ（1881年暮れ、1888年9月、1901年11月（シェビオット地震 (1901年)））、尖塔の頂上が落下するなど破損している。
現在のクライストチャーチ主教は、ヴィクトリア・マシュー（トロント大学神学修士、2008年にニュージーランド・アングリカン教会で2人目となる女性主教に就任）、首席司祭はリンダ・パターソン（オックスフォード大学マンスフィールド・カレッジ神学修士、2013年10月 - ）。

## 大聖堂

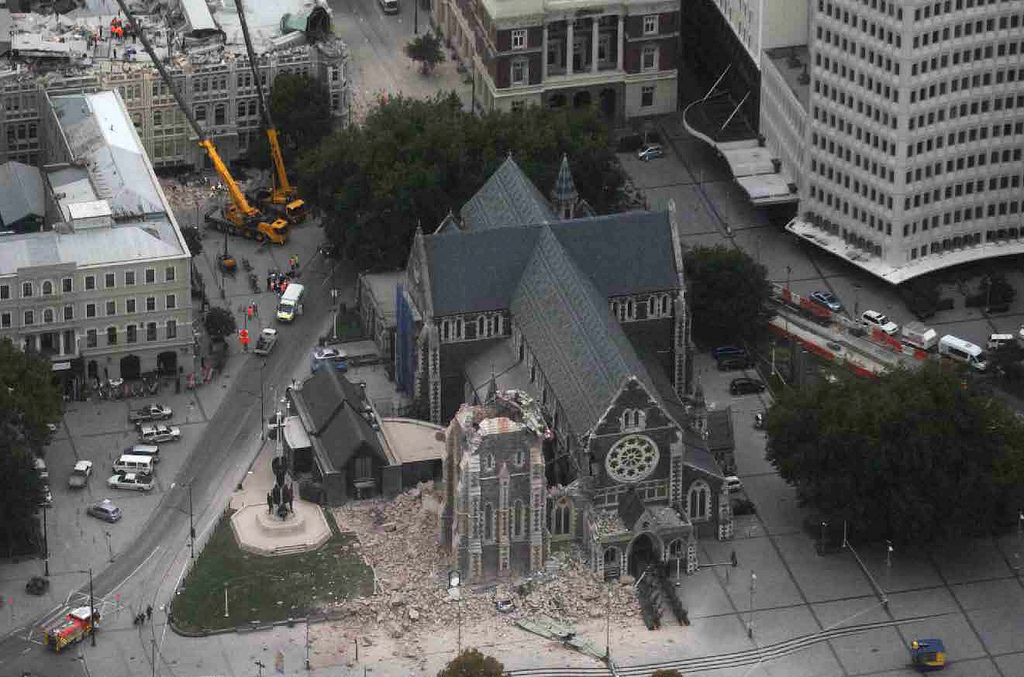
2011年に崩壊した大聖堂。この写真では残っていた西側正面の外壁とバラ窓は、6月の余震で倒壊した

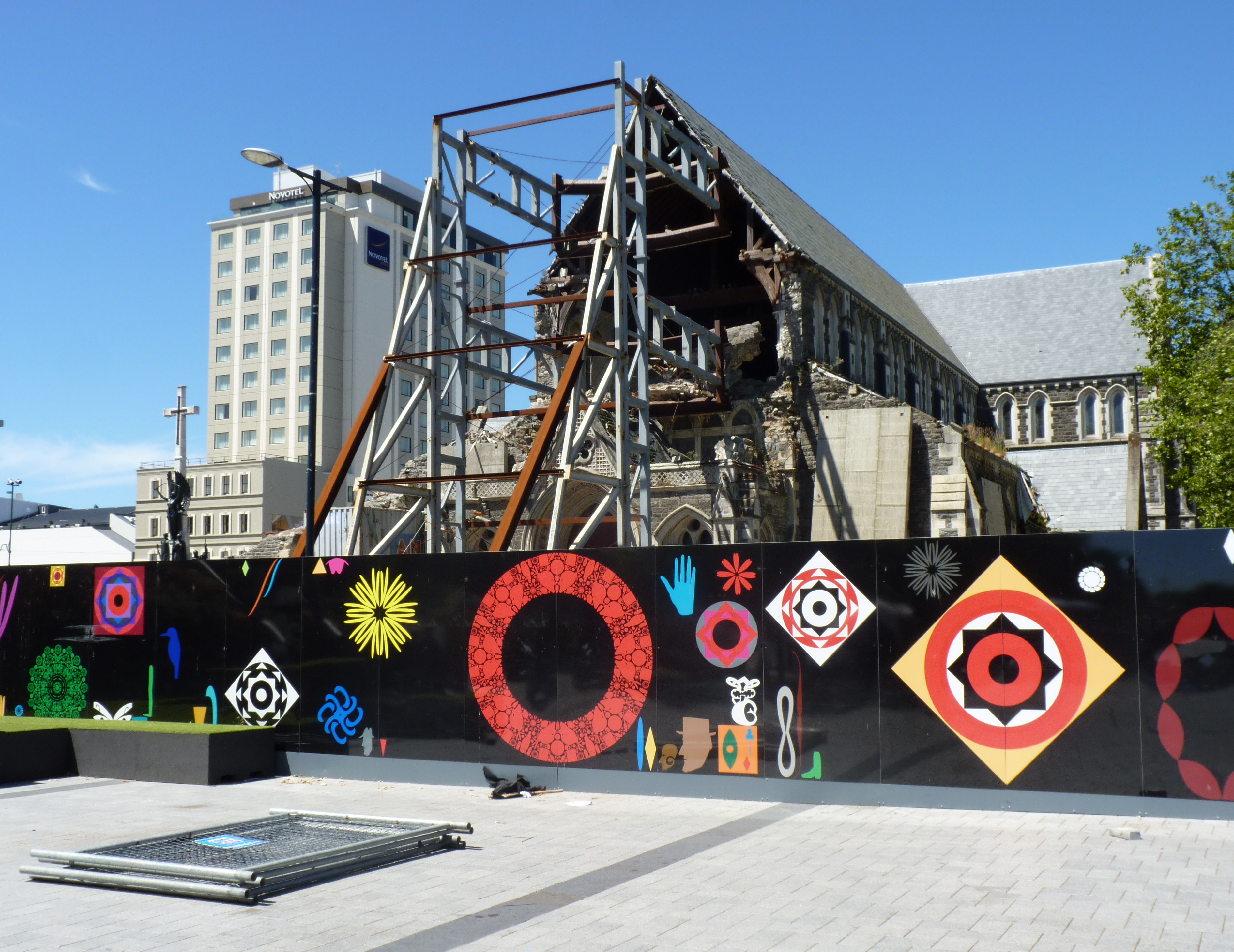
その後の大聖堂（2015年）。尖塔は完全に解体されたが、その他の部分は手つかずのまま

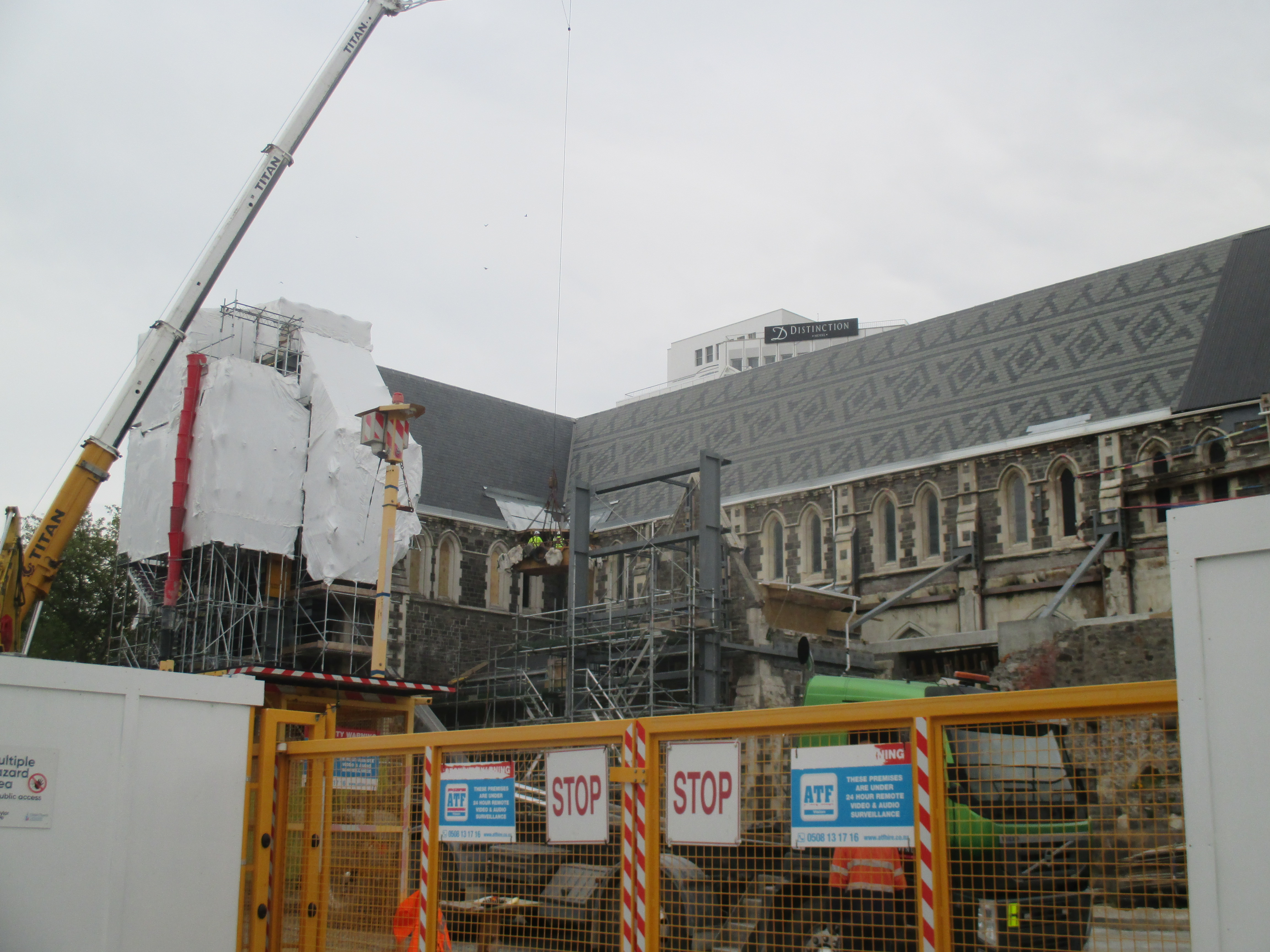
再建中の大聖堂（2021年）

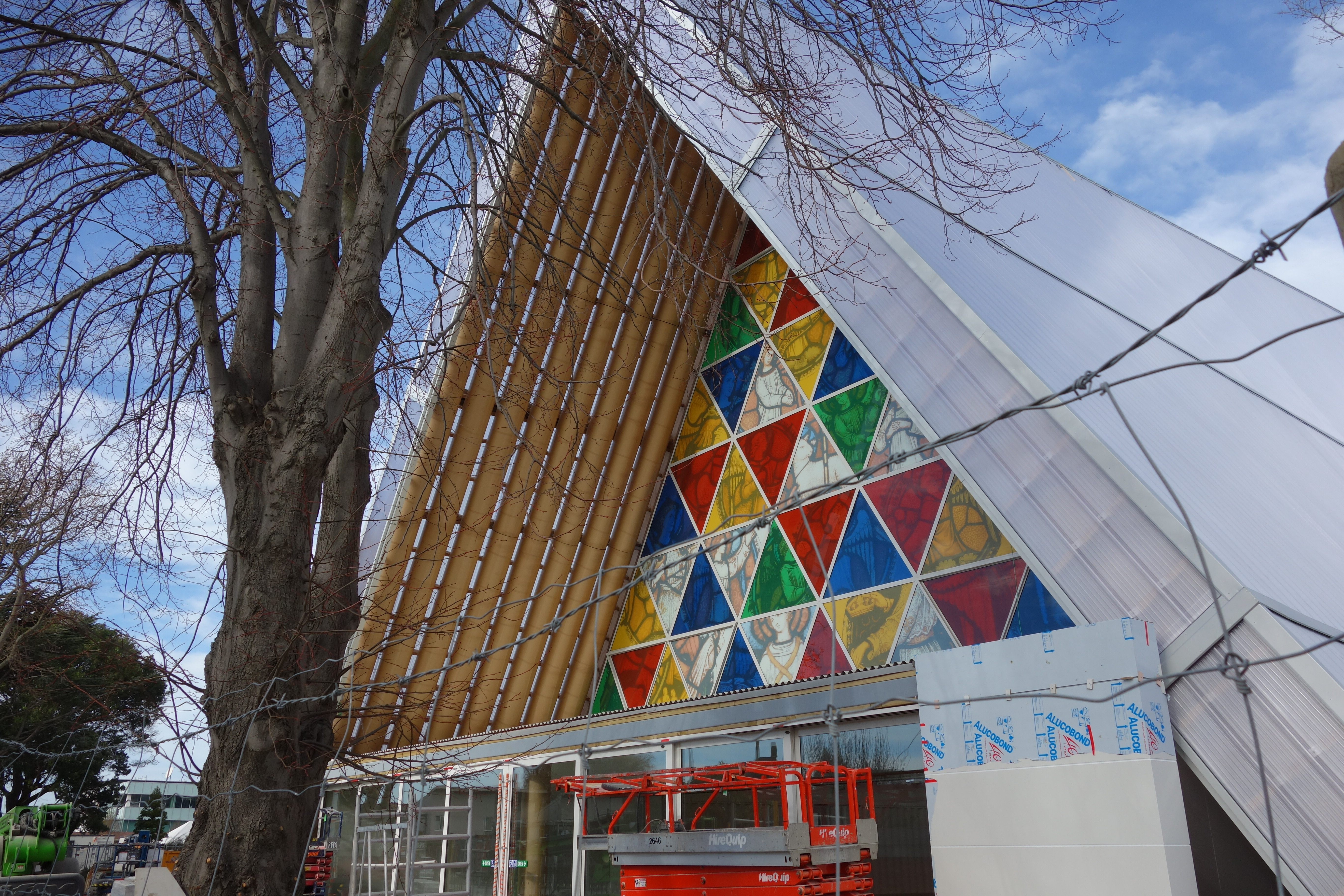
大聖堂跡の数ブロック先に完成した、紙管を使った仮設大聖堂

英国国教会の流れを汲む大聖堂として、年間70万人を超える来場者が訪れるニュージーランドを象徴する観光名所である。
大聖堂内部は多くのステンドグラス、彫刻品など装飾品で飾られている。多言語による礼拝、大小さまざまな礼拝が執り行われる。
宗教儀礼のほか、各種催し会場としても利用される。クライストチャーチ交響楽団主催によるクライストチャーチ大聖堂シリーズ時にはコンサートホールとして使用される。
有料券を購入することで大聖堂の一部塔（階）に登ることもできる。大聖堂内部を見学してまわる無料のガイドツアーも開催されている。
2011年の地震により北側尖塔部分が崩壊、その後の6月13日に起きた余震により正面のステンドグラスのバラ窓や西側の壁が75%まで崩壊するなどの被害を受けた。
2012年2月、修復には5,000万NZドル～1億NZドル(約34～68億円)の費用が必要で、内部はまだ危険な状態で今後も地震が起きる恐れがあり、修復再建は断念し、解体が決まったことが発表された。
2013年8月に大聖堂跡の近くに紙管を使った聖堂がオープンした。設計は日本人建築家の坂茂で、少なくとも10年間は紙の聖堂が使用される計画である。
2018年には大聖堂再建のための会社が設立され、残存している部分の免震レトロフィット工事と修復、撤去された尖塔や正面バラ窓の再建、内部構造の一部撤去と耐震補強のための鉄骨やコンクリートによる枠の挿入などが計画されている。

## 大聖堂周辺
- クライストチャーチ唯一の市内鉄道であるトラム（路面電車）が大聖堂周囲を環状運転している。
- 大聖堂正面にはニュージーランド大手銀行のニュージーランド銀行（BNZ）、キーウィ銀行（Kiwi Bank）とオーストラリア・ニュージーランド銀行（ANZ）のクライストチャーチ支店ビルなど、ニュージーランド金融機関の多数の支店ビルがある。
- カフェテリアと観光案内所が隣接している。

## その他
- 1995年9月9日にオートバイ設計者ジョン・ブリッテンの葬儀が行われた。
- 2005年11月6日に急死したニュージーランドの政治家、ロッド・ドナルドの葬儀が行われた。